# Mycetophila pallidicornis
Mycetophila pallidicornis är en tvåvingeart som först beskrevs av Macquart 1826.  Mycetophila pallidicornis ingår i släktet Mycetophila och familjen svampmyggor.
Artens utbredningsområde är Frankrike. Inga underarter finns listade i Catalogue of Life.